# Ahun
Ahun is een gemeente in het Franse departement Creuse in de regio Nouvelle-Aquitaine. De gemeente telde 1.442 inwoners op 1 januari 2022. De plaats maakt deel uit van het arrondissement Guéret. In de gemeente ligt spoorwegstation Busseau-sur-Creuse.

## Geografie
De oppervlakte van Ahun bedroeg op 1 januari 2022 33,74 vierkante kilometer; de bevolkingsdichtheid was toen 42,7 inwoners per km².
De onderstaande kaart toont de ligging van Ahun met de belangrijkste infrastructuur en aangrenzende gemeenten.

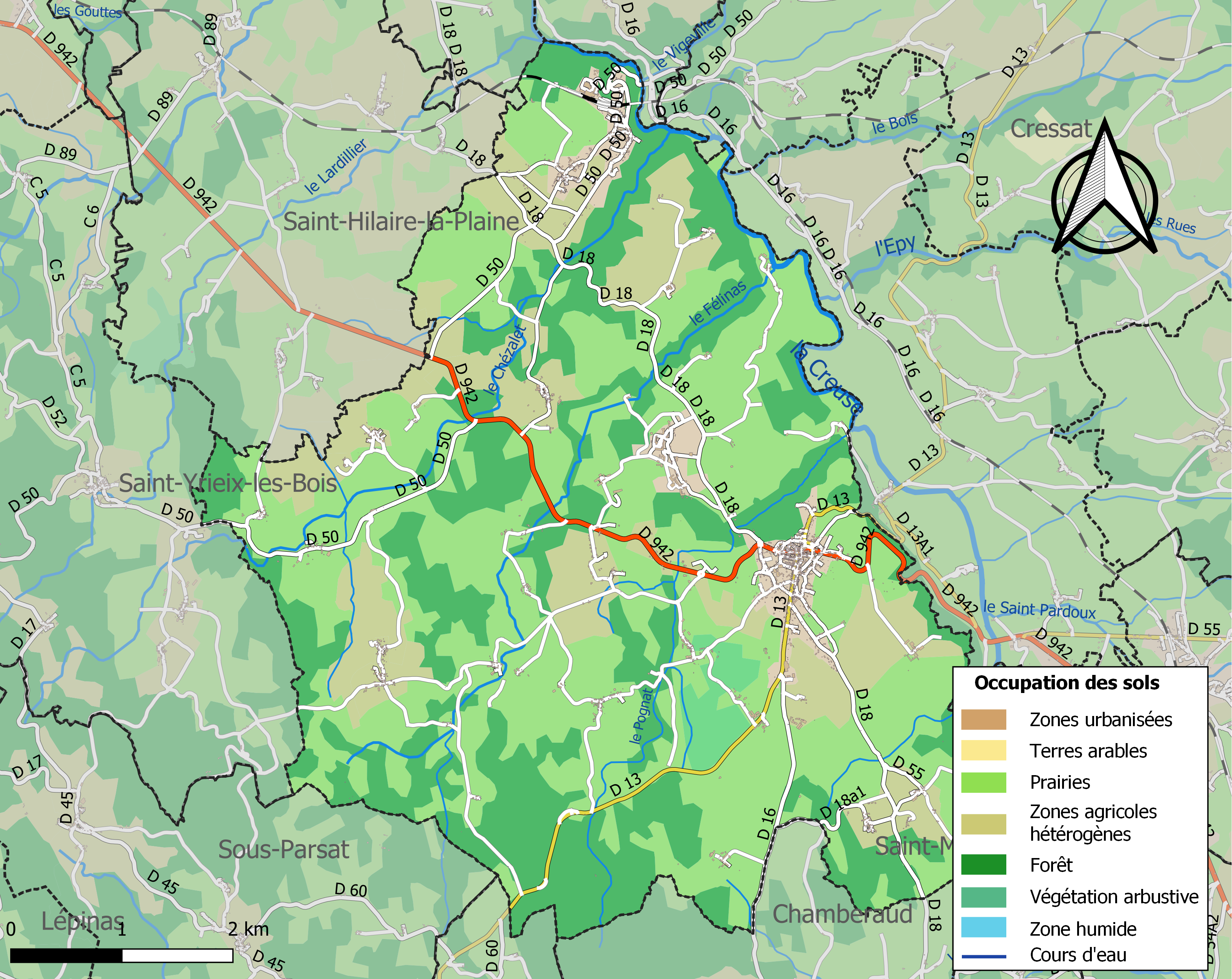

## Demografie
Onderstaande figuur toont het verloop van het inwonertal (bron: INSEE-tellingen).